# MADS-box
MADS-box proteiny tvoří rodinu transkripčních faktorů, které obsahují tzv. MADS box. Je to určitá konsensuální sekvence aminokyselin, kterou více či méně sdílí jednotliví zástupci MADS-box bílkovin. Název je odvozen od nejstarších známých genů této rodiny: MCM1 (z kvasinek), AGAMOUS (z huseníčku), DEFICIENS (z hledíku) a SRF1 (u savců).